# Ludwig von Strümpell
Adolf Heinrich Ludwig von Strümpell, född den 28 juni 1812 i Schöppenstedt, död den 18 maj 1899 i Leipzig, var en tysk pedagog. Han var far till Adolf von Strümpell och svåger till August Bielenstein. 
von Strümpell  var en av de främsta representanterna för den herbartska skolans pedagogik, som han bidrog till särskilt genom att sätta den i samband med fysiologiska och psykiatriska lärosatser. Han hade först verkat som professor i Dorpat och medlem av de högsta skolmyndigheterna i ryska Östersjöprovinserna, men blev 1872 professor i filosofi och pedagogik vid universitetet i Leipzig, där han grundlade det pedagogiska seminariet. Hans huvudarbete var Pädagogische Pathologie (1890; 3:e upplagan 1899). Hans mindre pedagogiska skrifter utgavs i 4 band (1893-94).